# Blazin' Beat
『Blazin' beat』(블레이징 비트)는 move의 7번째 싱글이다.

## 개요
- 바로 앞에 나온 싱글 「platinum」과 정 반대의 하이스피드를 자랑하는 곡이다. 그 일을 가사 내에서도 「lowbeat로부터 모든 것을 탈피」라는 프레이즈로 나타내고 있다.
- 싱글앨범으로서는 드물게 10곡이 수록되었다.

## 수록곡
1. Blazin' Beat
  - 작사：motsu, 작곡：t-kimura
  - 「이니셜 D Second Stage」오프닝 테마
2. singin' 4 U
  - 작사：motsu, 작곡：t-kimura
3. BREAK IN2 THE NITE(Reactor edit)
  - 작사：motsu, 작곡・편곡：t-kimura
4. Blazin' Beat(a breath of yan MIX)
5. singin' 4 U(DJ FLOWER ROCK“LOW LIFTING DUB”)
6. Blazin' Beat(DJ FLOWER ROCK mix)
7. Blazin' Beat(a breath of yin MIX)
8. singin' 4 U(STRAIGHT HOUSE mix)
9. Blazin' Beat(TV MIX)
10. singin' 4 U(TV MIX)